# MonoDevelop
MonoDevelop — відкрите інтегроване середовище розробки для платформ Linux, Mac OS X та Microsoft Windows, передусім націлене на розробку програм, які використовують і Mono, і Microsoft .NET framework. На даний момент підтримуються мови C#, Java, Boo, Visual Basic.NET, CIL, Python, Vala, C та C++. Також MonoDevelop підтримує такі технології, як Gtk#, ASP.NET MVC, Silverlight, MonoMac и MonoTouch.
MonoDevelop включає можливості подібні до NetBeans та Microsoft Visual Studio, такі як автоматичне доповнення, інтеграція контролю коду, графічний користувацький інтерфейс і вебдизайнер. В MonoDevelop інтегрований Gtk# GUI дизайнер під назвою Stetic.

## Історія
Наприкінці 2003 року кілька розробників зі спільноти Mono почали портувати SharpDevelop, успішний відкритий .NET IDE з System.Windows.Forms під Windows на Gtk# під Linux. Почавшись як відгалуження SharpDevelop, MonoDevelop архітектурно відрізняється від останніх релізів SharpDevelop. 
З часом проєкт MonoDevelop був занурений в решту частин проєкту Mono і активно підтримується Novell і спільнотою Mono. Починаючи від Mono 1.0 Beta 2, MonoDevelop включений в комплект релізів Mono.

## MonoDevelop на не-Лінуксових платформах
MonoDevelop також може використовуватися на платформах Windows та Mac OS X. Щоправда, до версії 2.2 жодна з даних платформ не мала офіційної підтримки. Однак, жодна з них не підтримується настільки добре, як Linux-версія. MonoDevelop постачається разом з інсталятором Mono для Mac OS X, але ця версія містить у собі дизайнер графічного інтерфейсу користувача Stetic GUI designer через проблеми Drag&Drop у нативній для OS X версії GTK. MonoDevelop на FreeBSD найвірогідніше підтримується лише зусиллями FreeBSD спільноти.

## Виноски
1. ↑  Blog post on Xamarin Releases. Xamarin. Процитовано 20 березня 2018.
2. ↑  The monodevelop Open Source Project on Open Hub: Languages Page — 2006.
3. ↑  Архівована копія. Архів оригіналу за 16 липня 2021. Процитовано 17 грудня 2009.{{cite web}}:  Обслуговування CS1: Сторінки з текстом «archived copy» як значення параметру title (посилання)
4. ↑  Архівована копія. Архів оригіналу за 9 листопада 2020. Процитовано 17 грудня 2009.{{cite web}}:  Обслуговування CS1: Сторінки з текстом «archived copy» як значення параметру title (посилання)
5. ↑  Stetic Gui Designer. Архів оригіналу за 12 грудня 2019. Процитовано 17 грудня 2009.
6. ↑  — MonoDevelop 2.2 Released. Архів оригіналу за 28 вересня 2020. Процитовано 22 травня 2010.
7. ↑  Download MonoDevelop — Running on OS X. Архів оригіналу за 27 листопада 2020. Процитовано 22 травня 2010.
8. ↑  OS X Forum — MonoDevelop and GTK#. Архів оригіналу за 25 червня 2010. Процитовано 22 травня 2010. [Архівовано 2010-06-25 у Wayback Machine.]
9. ↑  Mono:FreeBSD — The BSD# Project. Архів оригіналу за 24 вересня 2020. Процитовано 22 травня 2010.